# Halagenahalli, Arsikere
Halagenahalli là một làng thuộc tehsil Arsikere, huyện Hassan, bang Karnataka, Ấn Độ.